# Brice Le Chauve
Brice Le Chauve (août 1693 - Saint-Maur-des-Fossés, 13 novembre 1768) est un architecte français du XVIIIe siècle.

## Biographie
Expert-bourgeois, domicilié rue des Quatre-Vents en 1730, il fut plus tard attaché à la maison de Condé et logé au Palais Bourbon.
Son fils, Claude Brice Le Chauve, fut également architecte et lui succéda au service du prince de Condé.

## Réalisations et principaux projets
- Hôtels pour la communauté des Carmes, rue du Regard, Paris (6e arrondissement) : Brice Le Chauve acheva en 1737 la construction de deux hôtels sur les cinq projetés par la communauté des Carmes dont la construction avait été commencée par Victor-Thierry Dailly. Il utilisa en les modifiant les plans établis par Dailly dix-huit ans plus tôt[3].

### Sources
- Michel Gallet, Les Architectes parisiens du XVIIIe siècle : Dictionnaire biographique et critique, Paris, Éditions Mengès, 1995, 494 p. (ISBN 2-85620-370-1)